# 迈泽洛克
迈泽洛克，是匈牙利维斯普雷姆州所辖的一个村，总面积21.58平方公里，总人口1044，人口密度48.4人/平方公里（2010年1月1日）。